# Metal

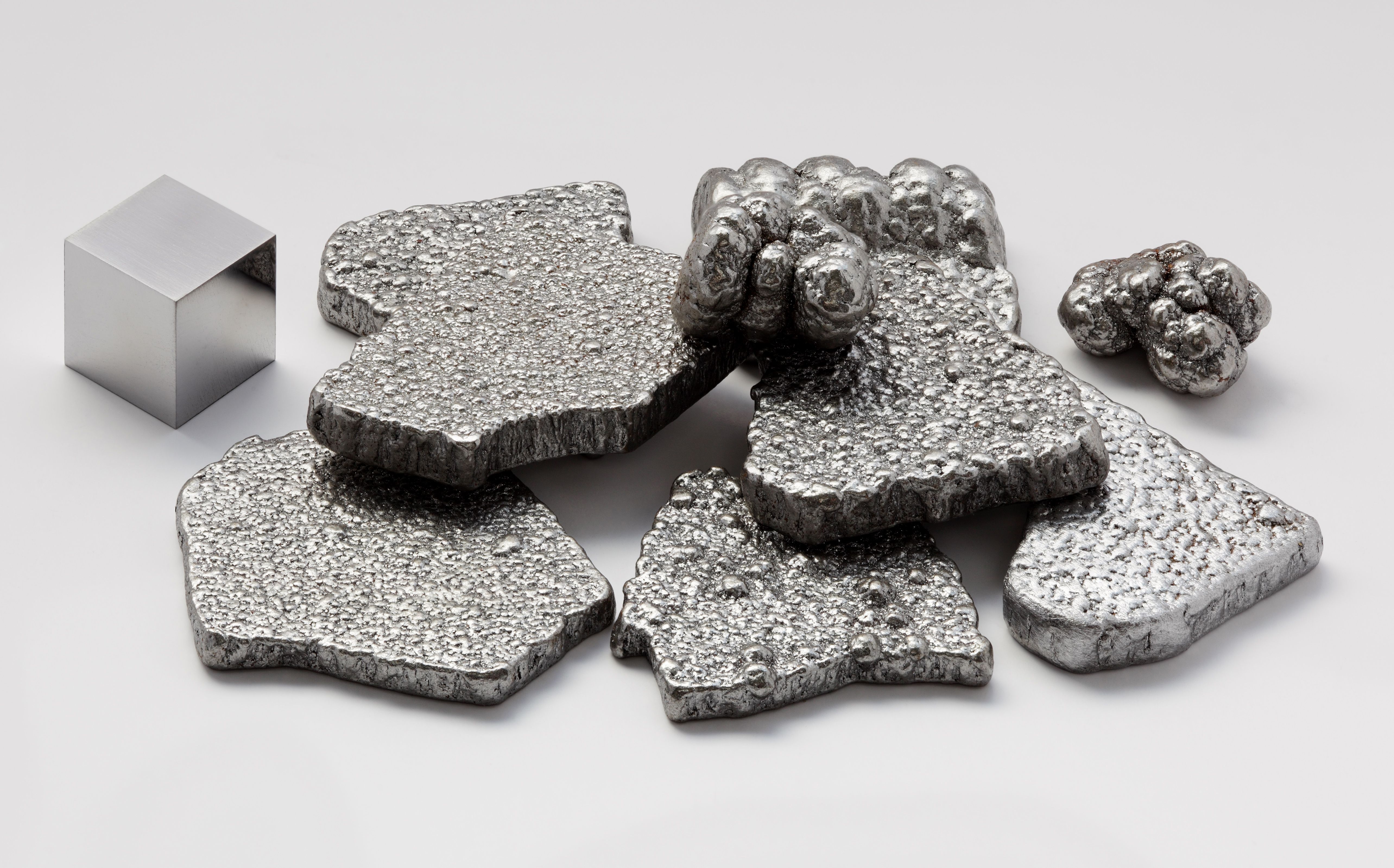
Fierul, prezentat aici sub formă de fragmente și un cub de 1 cm^{3}, este un exemplu de element chimic care este un metal

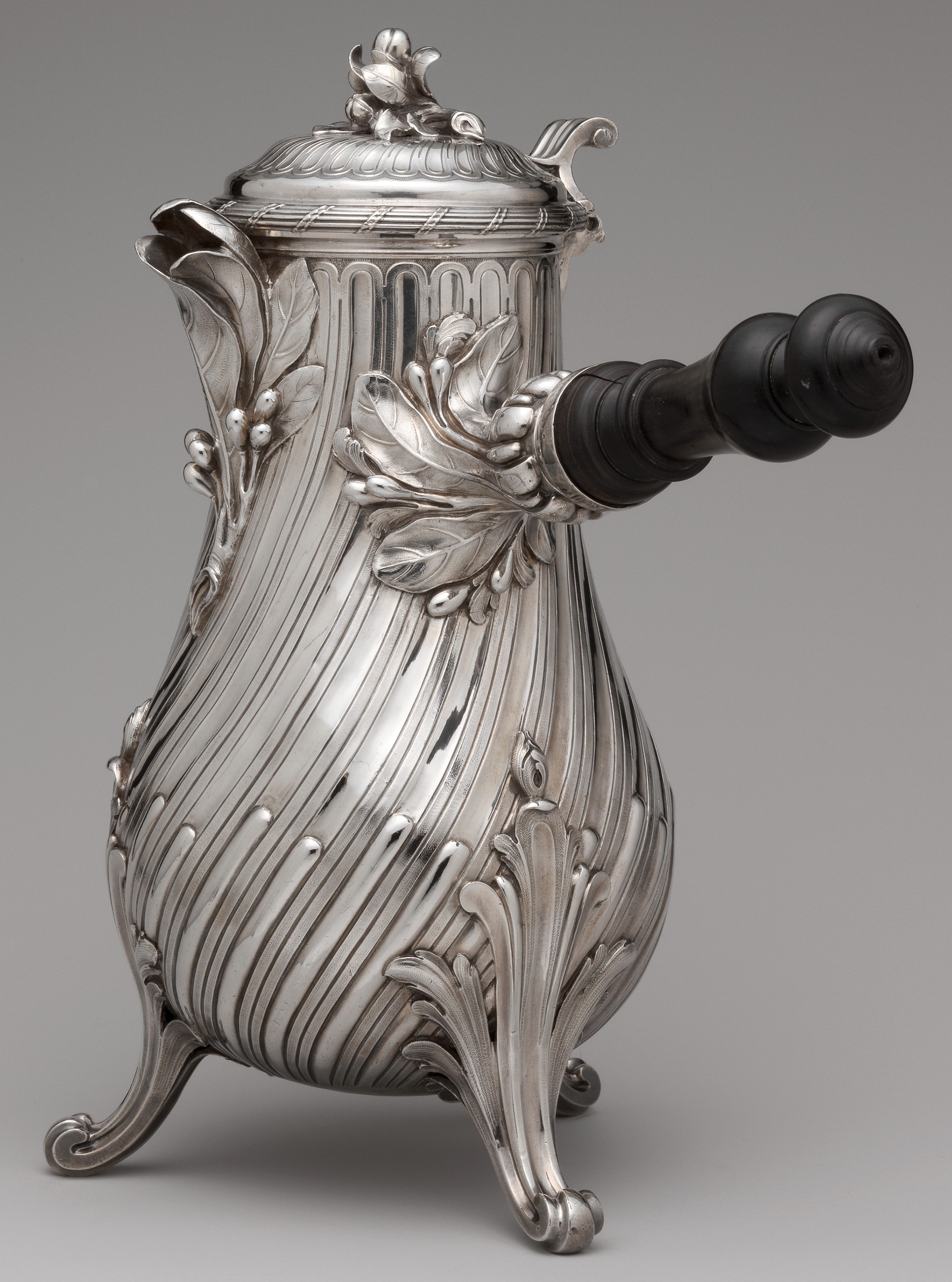
Ibric de cafea rococo, făcut din argint masiv, din 1757, în Muzeul Metropolitan de Artă (New York City)

Metalele sunt elemente chimice cu proprietăți fizice specifice, precum: luciu caracteristic, bun conductor de căldură și electricitate, ductil și maleabil, și solid la temperatură obișnuită (cu excepția mercurului).
În tabelul periodic al elementelor 80% sunt metale, unde însă trebuie amintit că trecerea de la categoria metale la nemetale nu se produce brusc ci treptat fiind o serie de elemente de tranziție între cele două categorii numite semimetale.
Proprietatea metalelor de a fi buni conductori de electricitate se datorează structurii atomice a lor, având electroni liberi care la apariția unei diferențe de potențial vor avea o mișcare dirijată.

## Aliaje
Un aliaj este un amestec de 2 sau mai multe metale, dar poate include și nemetale.
- Bronzul este un aliaj de cupru și cositor.
- Alama este un aliaj de cupru și zinc.
- Oțelul este un aliaj de fier și carbon. Cromul și nichelul sunt adăugate pentru a-i mări rezistența la oxidare.
- Superaliajele de nichel, cobalt și alte elemente sunt folosite la nave și motoare.
- Tombacul sau alama roșie este un nume generic pentru aliaje de cupru cu zinc (max. 18%), bogate în cupru (80-95%) și de culoare roșie.
- Bilonul este un aliaj de cupru cu foarte puțin argint, rar aur, uneori chiar și staniu, plumb și zinc.

## Procesele naturale de formare a metalelor
| Tip de zăcământ                                                                    | Proces | Metale obținute                      |
| ---------------------------------------------------------------------------------- | --- | ------------------------------------ |
| Zăcăminte primare în zone de activitate vulcanică și eruptivă de formare a rocilor | Metalele se separă de alte roci și se adună odată cu răcirea magmei. | Uraniu și platină.                   |
| Zăcăminte primare în zone de activitate vulcanică și eruptivă de formare a rocilor | Metalele dizolvate în apă și vapori foarte fierbinți percolează prin rocile înconjurătoare | Aur, argint, mercur, cupru.          |
| Zăcăminte aluvionare se găsesc în râuri                                            | Pepitele eliberate din zăcămintele primare prin eroziune sunt spălate de râuri și depuse în locuri unde apa curge mai încet. Au provocat multe „goane după aur”, cum a fost cea din California, în 1848-1849 | Aur, uraniu, cositor, platină.       |
| Zăcăminte oceanice răsuflători hidrotermale                                        | Minerale dizolvate din crustă se colectează pe fundul mării | Cupru, fier, zinc.                   |
| noduli                                                                             | Pe fundul mării se formează aglomerații de sedimente bogate în minerale | Mangan, fier, cupru, nichel, cobalt. |

## Metale prețioase
Aurul, argintul și platina se găsesc în stare pură, iar frumusețea, raritatea și stabilitatea lor chimică le fac foarte valoroase.
Aurul nu își schimbă culoarea și nu se corodează. Este cel mai ductil metal; el se poate lamina în foițe de 0.1 microni. Din 1 g de aur se poate obține o sârmă de 2 km. Este un bun conductor electric. În prezent, aurul se folosește ca etalon internațional de valoare, monetărie, pentru confecționarea bijuteriilor și a obiectelor religioase, la plombe dentare, ecrane pentru radiații electromagnetice și circuite electronice.
Argintul, cel mai răspândit metal prețios, are multe proprietăți similare cu ale aurului, dar este mai ușor și se oxidează mai repede.
Platina are un punct foarte înalt de topire și nu se oxidează.

#### Titlul unui metal prețios
Titlul unui metal prețios arată conținutul de metal prețios fin al unui aliaj, exprimat în miimi. Titlul se mai poate exprima în carate.
Pentru metale, 1 carat înseamnă a 1/24-a parte. Aurul pur are 24 de carate; aur de 18 carate înseamnă 18 părți aur și șase părți alte elemente, folosite de obicei pentru mărirea durității aliajului.

#### Marcarea
Marcarea aurului, argintului și platinei este cea mai veche formă de protecție a consumatorului. Marcarea metalelor prețioase și a aliajelor acestora este operațiunea de atestare a conținutului de metal prețios fin prin aplicarea mărcii de titlu, a mărcii de garanție proprie a producătorului intern, a importatorului și/sau a vânzătorului cu amănuntul ori, după caz, a mărcii de certificare.
- Marca de garanție proprie - semn individual înregistrat la Autoritatea Națională pentru Protecția Consumatorilor, care se aplică pe bijuteriile și obiectele din metale prețioase sau din aliajele acestora de către producătorul intern, importatorul sau vânzătorul cu amănuntul.
- Marca titlului - semnul convențional, diferit în funcție de titlul metalului prețios, care se aplică pe bijuteriile și obiectele din metale prețioase și aliajele acestora.
- Marca de certificare - semn convențional care se aplică pe bijuterii și pe obiectele din metale prețioase sau aliaje ale acestora de către Autoritatea Națională pentru Protecția Consumatorilor, în cazul în care producătorul intern, importatorul și/sau vânzătorul nu sunt autorizați sau nu doresc să își aplice marca de garanție proprie, la cererea acestora.

Marca oficială garantează că piesa a fost testată și de altcineva decât de producător și se conformează standardelor de puritate.